# Dacnis
Dacnis  es un género de aves paseriformes perteneciente a la familia Thraupidae que agrupa a diez especies nativas de la América tropical (Neotrópico), donde se distribuyen desde el noreste de Honduras, por América Central y del Sur, hasta el oeste de Bolivia, sur de Brasil y noreste de Argentina. A sus miembros se les conoce por el nombre común de dacnis y también saís o mieleros, entre otros.

## Etimología
El nombre genérico femenino Dacnis deriva de la palabra griega «daknis», tipo de ave de Egipto, no identificada, mencionada por Hesiquio y por el gramático Sexto Pompeyo Festo.

## Características
Las aves de este género son tráupidos pequeños, miden entre 11 y 12,5 cm de longitud, de picos cortos pero puntiagudos, que exhiben un fuerte dimorfismo sexual, los machos son predominantemente de color azul. Son activos y encontrados principalmente en selvas húmedas de tierras bajas o montanas. Forrajean en todos los niveles del bosque, generalmente en parejas o pequeños grupos y saben acompañar bandadas mixtas. Se alimentan de insectos, pequeños frutos y también néctar de flores. Sus vocalizaciones son prácticamente insignificantes.

## Taxonomía
Los amplios estudios filogenéticos recientes demuestran que el presente género es pariente próximo de un clado formado por Cyanerpes y Tersina, conformando una subfamilia Dacninae.
Diversos autores consideran que la especie trasandina Dacnis egregia es una especie separada de Dacnis lineata, con base en diferencias de plumaje y separación geográfica. Sin embargo, el Comité de Clasificación de Sudamérica (SACC) rechazó su reconocimiento en la Propuesta N° 103 debido a insuficiencia de datos publicados.

## Lista de especies
Según las clasificaciones del Congreso Ornitológico Internacional (IOC) y Clements Checklist v.2019, el género agrupa a las siguientes especies con el respectivo nombre popular de acuerdo con la Sociedad Española de Ornitología (SEO):
| Imagen | Nombre científico  | Autor                        | Nombre común          | EC (*) |
| ------ | ------------------ | ---------------------------- | --------------------- | ------ |
|        | Dacnis albiventris | (P.L Sclater), 1852          | Dacnis ventriblanco   | LC     |
|        | Dacnis lineata     | (Gmelin), 1789               | Dacnis carinegro      | LC     |
|        | Dacnis egregia     | P.L. Sclater, 1855           | Dacnis egregio        | LC     |
|        | Dacnis flaviventer | d'Orbigny & Lafresnaye, 1837 | Dacnis ventriamarillo | LC     |
|        | Dacnis hartlaubi   | P.L. Sclater, 1855           | Dacnis turquesa       | VU     |
|        | Dacnis nigripes    | Pelzeln, 1856                | Dacnis patinegro      | NT     |
|        | Dacnis venusta     | Lawrence, 1862               | Dacnis muslirrojo     | LC     |
|        | Dacnis cayana      | (Linnaeus), 1766             | Dacnis azul           | LC     |
|        | Dacnis viguieri    | Oustalet, 1883               | Dacnis verdoso        | LC     |
|        | Dacnis berlepschi  | Hartert, 1900                | Dacnis pechirrojo     | VU     |

(*) Estado de conservación